# 慎導灼
慎導灼（日語： Shindo Arata）是動畫系列《PSYCHO-PASS心靈判官 3》的主角。他是公安局刑事科第一分隊的新任監視官，跟他的好友和炯・米哈伊爾・伊格納多夫一起上任。灼和炯皆負責監控一眾執行官；灼在調查時常用到精神護理師技能「精神投影」，以此分析還原目標的精神。在系列中，第一分隊發現「彩虹橋」這個組織涉嫌多宗犯罪。他於2020年第二季上映的《PSYCHO-PASS心靈判官3 FIRST INSPECTOR》劇場版則更深入探討組織本身。
慎導灼因導演鹽谷直義想在新作中加入新角色而誕生。此一角色由冲方丁、深見真、吉上亮這三位編劇共同負責構思。儘管灼和炯存有很多差異，但編劇們一致同意應把他倆設為好友關係。製作組在製作時發現灼的性格令他們陷入困難，因為需設定他擁有專業偵探水準的頭腦，並因此為人所喜愛。灼的配音員為梶裕貴，他認為這一角色的行動及與主線的關係很吸引人，故此对配音過程表示享受。
此一角色得到廣泛評論者的好評。儘管他不是第一季的編劇虛淵玄構想出來的角色，但評論者因他的思維能力及個人特質，而對之有著不錯的評價。灼跟炯的關係同樣獲得好評。

## 角色設計
在製作《PSYCHO-PASS 3》時，鹽谷直義委託冲方丁、深見真、吉上亮去為系列構思新的角色。深見真對此表示驚訝，因儘管採用了新的角色及新的故事，但《PSYCHO-PASS》卻不失往日風味。他們相信灼和炯兩人跟彩虹橋的密切關係最終會吸引觀眾的目光。鹽谷直義在製作時跟製作組表達了「轉換所有角色」的想法，並由此延伸至委託他們「設計一對好拍檔」。在製作的早期階段，冲方丁便決定特意讓兩人存有很大的反差，例如灼比炯矮、兩者來自不同國家。冲方丁之後提出「心理專門」與「戰鬥專門」這一個技術反差，使得灼在設定上為前精神護理師，炯則為有相當豐富軍事經驗的前職業軍人。儘管與炯比較起來，灼的樂觀可能顯得太天真，但在系列中他卻是一位敏銳的偵探。儘管以往《PSYCHO-PASS》系列兩人主角組合的社會性別一直不同，但灼和炯卻是相同的。鹽谷直義稱，這沒什麼特別含意，只是這部動畫一直受到擁有不同主角組合的日本警視劇影響罷了。鹽谷直義想令慎導灼看上去很弱，故在設定上他亦比起角色的平均身高為矮。
冲方丁堅持想看深見真筆下的兩人，故拜託他去創作第一集的劇本。深見真指出，冲方丁打從一開始就表示灼「看起來令人不快也沒問題」。冲方丁認為灼是一名好刑警，因為他能跟犯罪者泛泛而談，與之打好關係，然後才將其逮捕。深見真亦發現需花費一番功夫才能寫好這個角色，因為他「是一名怪胎，但頭腦又很好。表現得十分悠哉，卻又能馬上找到答案」。吉上亮喜歡此一角色，因為他十分人性化，是一名好警察。灼的身體造型跟所有出現在《PSYCHO-PASS》的角色一樣，由日本漫畫家天野明負責設計，他為《PSYCHO-PASS 3》最後一集畫了一張插圖，插圖中包含了灼、炯和梓澤廣一三人在內。

### 配音

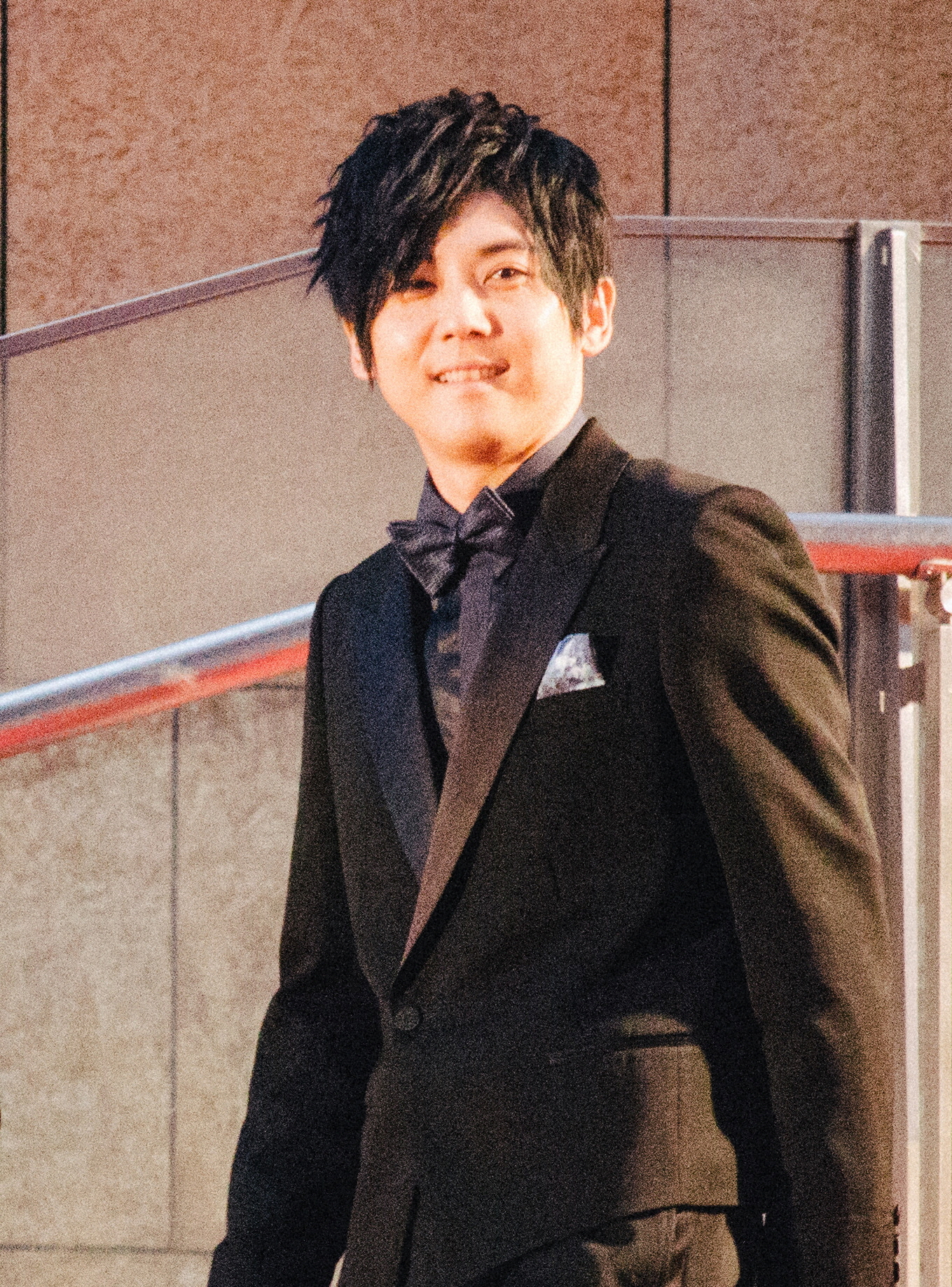
梶裕貴為灼的配音員。

梶裕貴為動畫中的灼配音。他第一眼看見灼時，便認為該角色「頗有格调」。梶裕貴在以前便看過《PSYCHO-PASS》，並從此成為這部作品的粉絲。對於在試鏡時被選中成為灼的配音員這件事，他表示十分高興。梶裕貴很欣賞灼和炯之間的關係，因為他們倆的友誼十分深厚，同時也中意灼跟前兩季的角色的互動風格。梶裕貴在首次閱讀劇本時，對著劇本笑了起來，因為他認為當中的角色很獨特，並期待著他們的成長。對於灼手握主宰者去執行希貝兒系統的指令這件事，梶裕貴表示心情很複雜 。
在《PSYCHO-PASS心靈判官3：FIRST INSPECTOR》上映時，梶裕貴表示在他眼中，灼擁有「相信人类的可能性」的印象。並指出灼在整部動畫中一直在關心他的下屬執行官。他認為在這部動畫中與其他配音員合作的狀況大致良好，並稱對小宮香利奈這名角色有一定的興趣。鹽谷直義讚揚了梶裕貴，指他配得很好。不過他稱與其他配音員相比，梶裕貴的台詞量明顯較多，這令他有點擔心。
炯的配音員中村悠一同樣喜歡灼跟自己飾演的角色的互動場面，並表示很在意炯和灼的親疏，也受到兩位主角與他們下屬之間的關係所吸引。中村悠一對於灼和炯尚有不明白的地方，因為劇情早期缺乏交代他們倆的過去，故他很期待故事的走向。

## 劇中表現
灼是動畫系列《PSYCHO-PASS心靈判官 3》的兩名主角之一。故事設於未來的日本，其成了一個由西貝兒系統掌管一切的社會。安於街上的街頭掃描器會掃描並收集國民的色相，愈清晰便愈代表精神愈健全，反之亦然。該社會也為國民計算其犯罪指數，即一個人犯罪的可能性。犯罪指數需透過在希貝兒系統中擁有高處理優先度的主宰者檢測，之後主宰者會按數值自動轉換模式，以此決定被掃描者是否執行對象。若是，對人也會按數值來決定是擊昏還是射殺之。灼是一名配有主宰者的監視官，負責調查犯罪案件、追捕高於規定值的潛在犯。
灼曾為精神護理師，具有特A級精神護理師技能「精神投影」，這使得他能夠跨越精神境界線，化身成他人，還原目標的精神狀態及行動。不過這一技能也使他不自覺地做出危險行為，並會不時出現「狐狸臉人」幻覺。後期他的犯罪指數曾降至0，證實他為免罪體質者。
灼跟他的兒時玩伴炯一起成為監視官。他們的羁绊很深，他的父親和炯的哥哥因一宗原因不明的事件而雙雙死亡。在《PSYCHO-PASS心靈判官 3》中，兩位監視官隸屬課長霜月美佳之下，她对兩位監視官的魯莽行動感到不滿，但同時放手讓其兩人去追案。灼跟炯合作偵查案件，並集中對付彩虹橋這一個犯罪組織。在2020年的《PSYCHO-PASS心靈判官3 FIRST INSPECTOR》中，灼被彩虹橋的梓澤廣一綁架。隨後小宮香利奈及唐之杜志恩成功找到他，把他救出。接著他跟第一分隊的成員們一起去對付彩虹橋對公安局的入侵，並在使用精神投影時，發現他的父親為西比拉系統的建立者之一，他封印了灼的相關記憶，以讓他作為一個人地活著。灼最後成功逮捕了廣一，並在希貝兒的容許之下，繼續從事監視官工作。

## 各界評價
這一角色得到廣泛評論者的好評。網站「Ninotaku」認為這一角色設計得很好，因為他跟虛淵玄構想出來的角色相當配合，尤其是常守朱。Sequential Planet網站表示，在這個系列加入新的主角是充滿風險的舉動，因為前作的朱和狡嚙慎也相當有人氣。此外，它也表示灼和炯皆是討人喜愛的角色，特別是前者，因他能在一部黑暗風格的作品中總是保持開朗。由於第三季聚焦於灼和炯這對搭檔組合，故有評論指他們倆為慎也的後繼者。TheCinemaHolic網站對於灼的精神護理師技能相當好奇，並表示儘管它在與前作主角所用到的推理能力相比下可能較不現實，但它可能會於後來用於正面的事情上。他的能力已被用於跟《神探夏洛克》中主角的推理能力作比較。
TheCinemaHolic讚揚後期灼和炯跟配角們的互動。動畫新聞網讚揚灼的能力能為調查加添新元素及神秘感。該網站亦表示隨著兩位主角的過去陸續公開，便愈給人「命運乱七八糟」的感覺，它對此以灼的幻覺及其父親的死作佐證例子。第三季最後對兩人的聚焦也廣獲好評，因為結尾就「兩人會否背離自己的價值觀」留下懸念。TheCinemaHolic表示灼的「精神投影」令他整體得以成長，並變得更加成熟，以為進一步的發展留下空問。在結尾時，TheCinemaHolic跟動畫新聞網一致認為炯是更值得關注的角色，因他的決定將會左右第一分隊全體成員的命運，特別是灼。
對於《PSYCHO-PASS心靈判官3：First Inspector》中慎導灼的表現，Biggest In Japan認為製作組在高潮部分拿捏得很好。當中西貝兒系統因視灼為「我者」，而認真考慮他的意見——這點令他跟常守朱及霜月美佳兩人不同。它於其後讚揚灼的思維，指灼跟梓澤廣一的衝突當中所反映的思維較貼近觀眾。動畫新聞網同樣称赞了灼跟廣一的互動，不過與相關動作場面相比，它較為欣賞兩者因道德觀不同而發生衝突這點。
已有周邊衣服以他的形象作設計。